# Museu do Douro
O Museu do Douro é um museu localizado em Peso da Régua dedicado ao estudo e divulgação do património da Região Demarcada do Douro e dos seus vinhos, nomeadamente o vinho do Porto.
Foi criado pela Assembleia da República, em 1997, através da Lei n.º 125/97 de 2 de Dezembro. 
Foi concebido como um museu de território, polivalente e polinuclear, vocacionado para reunir, conservar, identificar e divulgar o vastíssimo património museológico e documental disperso pela região, devendo constituir um instrumento ao serviço do desenvolvimento sociocultural da Região Demarcada do Douro. Numa perspetiva de "museologia de comunidade", o Museu do Douro assume-se como processo cujo desenvolvimento deverá envolver a colaboração ativa com as instituições locais, regionais e internacionais. 
O Museu é gerido pela Fundação Museu do Douro, criada em 2006 pelo Decreto-Lei nº 70/06.

## Casa da Companhia Velha
O Museu está instalado na Casa da Companhia Velha, edifício-sede da antiga Companhia Geral da Agricultura das Vinhas do Alto Douro, na cidade de Peso da Régua. Este edifício foi classificado como Monumento de Interesse Público desde 2017.